# Molophilus clavistylus
Molophilus clavistylus är en tvåvingeart som beskrevs av Mendl 1979. Molophilus clavistylus ingår i släktet Molophilus och familjen småharkrankar. Inga underarter finns listade i Catalogue of Life.